# 少年的你
《少年的你》（英語：Better Days）是2019年中國青春愛情校園暴力犯罪电影，根據中文寫作者玖月晞的小說《少年的你，如此美麗》改編，由曾国祥執導，周冬雨、易烊千玺主演。於2019年10月25日在中國大陸上映。澳洲、新西蘭2019年11月7日上映。北美、英國於2019年11月8日上映。馬來西亞於2019年11月14日上映。香港於2019年12月5日上映。
本片榮获第39屆香港電影金像獎最佳電影、最佳導演、最佳編劇等8个獎。並代表香港角逐第93屆奧斯卡金像獎最佳國際影片。2021年3月15日舉辦的奧斯卡入圍直播會上，該片入圍奧斯卡最佳國際影片，成為該獎項從最佳外語片更名後，首部獲得該獎提名的香港電影。亦是繼《臥虎藏龍》後，第二部奪得香港電影金像獎最佳電影後並獲提名奧斯卡最佳國際影片最後五強的電影。

## 劇情
胡小蝶跳楼自杀后，同班同学陈念成了绰号“蜂后”的校园恶霸魏莱等人的新受害者。一天晚上，陈念在街上看到花名“小北”的小混混刘北山被仇家痛殴。陈念本想报警，不料被对方看到，也遭對方毆打。对方嘲笑陈念去救小北，狠狠揍了两人，又强迫陈念和小北亲吻。
与此同时，魏莱等人的霸凌行为愈发激烈，在打陈念的同时，又散播她家人的谣言。有一次陈念想和她们硬碰硬，结果在众多同学面前被对方推下楼梯。
郑易和老杨两位警官前去学校调查胡小蝶的死因，给魏莱做了笔录，又从陈念的口中得知她被魏莱欺负。结果，魏莱等人被学校勒令休学，自此加深了对陈念的怨恨。就在这个时候，陈念继续上学，准备高考。然而她从学校回家的时候被三位休學的霸凌者拿着美工刀和老鼠笼追赶。陈念无路可逃，只好跑到小北家，希望小北提供保护，好让自己继续上学，直至高考结束。小北同意了，每天护送她上放学，和陈念的关系也越来越亲密。陈念开始关心起小北，而小北则分享自己的过往。
小北被警方传唤去派出所，排队接受犯罪嫌疑人的指认，整夜留在派出所。陈念没有了小北的保护，被流氓抓住打了一顿，作業本被撕，头发被剪，衣服被脱，施暴全场被记录下来。小北获准离开派出所，回到家中看到衣服破烂的陈念正用胶带黏作业本。小北帮陈念剃光头发，之后给自己剃光。
考试日益临近，陈念回到学校。考试当天的大雨引发泥石流。在清理泥石流的时候，魏莱的尸体被发现。警方将陈念列为谋杀魏莱的头号嫌疑人，把她带到派出所询问。警官问陈念当天遭凌辱被拍下来，为何不去找他们，她表示不想学习受到任何干扰，希望继续考试，好去北京上大学。翌日，陈念在警察的护送下参加考试。回家路上，小北拉着陈念逃跑。他认为陈念只有上大学才能继续人生，表示自己会向警方承认与魏莱发生冲突，误杀了她。陈念不同意，于是小北打伤她，好让警察来抓他。
镜头回到了之前，魏莱恳求陈念不要报警，称自己愿意为陈念做任何事。陈念表示自己可以不出声，前提是魏莱不再出现在她面前。然而魏莱继续骚扰跟踪陈念，激怒陈念。陈念失手推了魏莱，害她摔下楼梯，撞到头，情况不妙。回到现在，陈念和小北接受审讯，坚持是在那次袭击事件中才认识的。
陈念拿到高考成绩后，警官来到她家，称小北隐瞒了自己的成年人身份，已被法院判处死刑。陈念崩溃。警官承认小北还没有被审判，但至少会被判几十年。而自己骗她是希望她能够认罪，这样两个人的刑期会少一些。之后警官带陈念去看望小北，两人同意减轻刑期，一起入狱。
几年后，在学校当老师的陈念注意到一位神情哀伤，疑似被校园暴力的学生。陈念和这位学生一起回家，小北在旁跟随。影片结尾显示中国政府正采取行动，遏制校园暴力行为，对霸凌学生采取更严格的惩罚措施，同时呼吁大家保护关注未成年人的安全。

## 演員
| 演员     | 角色     | 备注 |
| 周冬雨   | 陳念     | 性格内向，學校里的優等生，因為好友胡小蝶跳樓自盡而成為了第二個欺凌受害者，一天放學看見小北被其他人打、踢，最後救了小北並認識了對方，本來陳念是不願意跟小北做朋友的，但她在學校被人欺凌不斷，所以找小北求助，叫他保護她，最後成為了朋友，更漸漸喜歡上對方 |
| 易烊千璽 | 小北     | 本名劉北山，成績不好的體育生，从小混跡街頭，喜欢陈念，以假裝强奸陈念為由，替陳念洗脫罪名 |
| 尹昉     | 鄭易     | 青年警察 |
| 黄觉     | 老楊     | 老警察 |
| 吴越     | 周蕾     | 陳念的母亲，離家躲債，賣三無面膜賺女兒學費 |
| 周也     | 魏莱     | 陈念的同学，施暴者之一 |
| 劉然     | 羅婷     | 陈念的同学，施暴者之一 |
| 張歆怡   | 徐渺     | 陈念的同学，施暴者之一 |
| 张耀     | 李想     | 陳念的同學 |
| 张艺凡   | 胡小蝶   | 陈念的同学，跳楼自尽者 |
| 赵润南   | 大康     | 本名方永康，小北的朋友 |
| 郜玄銘   | 賴子     | 小北的朋友 |
| 尹俊歡   | 班主任   | 陳念班上的班主任，因為霸凌事件被辭職 |
| 謝欣桐   | 王立     | 懷孕女警官；在偵訊時一直對陳念咄咄逼人 |
| 廖入夢   | 魏萊母親 | 總是告誡女兒要跟有用的人相處，不相信自己女兒會霸凌別人 |

## 制作
制作班底来自《七月与安生》中的原班团队，包括导演曾国祥、监制许月珍、编剧林咏琛、李媛、许伊萌，摄影指导余静萍、造型指导吴里璐、声音指导黄铮等。2018年7月10日在重庆开机，9月10日正式杀青。
本片拍了兩個结局，最終選擇了“2015年”段落這個比较温暖的結局，監製許月珍表示“把我们相信的結局拍出来，不單單是在给大家温暖，而是我跟導演有點不服输，覺得世界應該是這樣的，現在和以後都可能會是，這是我們的態度。”

## 歌曲
| 曲別   | 歌名         | 演唱者   | 作詞           | 作曲   |
| 主题曲 | 《我们很好》 | 林俊傑   | 葛大为         | 林俊傑 |
| 情感曲 | 《念想》     | 易烊千璽 | 王子           | 王子   |
| 片尾曲 | 《Fly》      | 岑寧兒   | 盧凱彤、吳青峰 | 盧凱彤 |

## 宣传
2018年7月23日發佈男女主角的官方宣傳海报。
2019年1月22日发布超前预告和剧照。
5月8日发布定档海报，宣布将于6月27日在全国上映，并曝光英文片名“Better Days”（更好的明天）。
5月16日发布先导预告片。
5月23日发布“陈念”版预告。
5月28日发布“小北”版预告。
6月13日发布主题曲MV《我们很好》，由歌手林俊杰作曲、演唱。
2019年10月25日，在北京举行主创媒体见面会，导演曾国祥、监制许月珍以及主演易烊千玺等出席。
2020年1月，电影剧组官方授权出版精装典藏版图书《少年的你》（ISBN 9787559636607），全记录拍摄过程。

## 发行

### 撤档及公映
影片入围了第69届柏林电影节水晶熊奖新世代单元。
原定于2019年2月11日在第69届柏林电影节首映，但2月2日片方宣布因后期制作原因无法按时参加展映，原电影节官网上的上映信息也被撤下。
6月24日，片方宣布因制作完成度和市场预判等原因改档，不在6月27日上映
，据不愿名字见报的电影圈人士透露因涉及未成年犯罪、校园霸凌2大争议题材，属于“敏感内容”，2019年是中国建国70周年，中国当局对演艺戏剧题材的把关都会特别慎重。在宣布定档6月27日到宣布撤档的期间，该片始终没有拿到国家电影局的公映许可证。
10月22日，电影官方微博宣布影片将于10月25日正式上映。由于是突然定档，亦令不少影院意外。

### 票房
该片在中国大陆的上映首日1.45亿。首周三日票房累计5.82亿。11月2日，上映第九天票房突破10亿大关。 最终15.58亿，位列2019年度中国内地票房第九名，国产片第八名。
| 上一届： 《中国机长》 | 2019年中国内地一周票房冠军 第42-44週 | 下一届： 《決戰中途島》 |

### 其它放映
2019年11月26日，本片于腾讯视频、爱奇艺、优酷、芒果TV等中国大陆视频网站付费播出。
2019年12月5日于第四届澳门国际影展展映，入围“新华语映像”竞赛单元。
12月20日于Netflix上线播放。
本片入围第15屆大阪亞洲電影節竞赛单元。

## 评价
中国著名社会学家李银河在个人微博上推荐本片，表示“你要是没看过《少年的你》，你就错过了一次美好的审美体验，你就不会知道中国的电影现在已经好到了什么程度。”
中国电影评论学会理事胡建礼：“它涉及校园欺凌的题材在中国电影中还是非常少见的，而且周冬雨和易烊千玺两位演员的表演也非常出色，《少年的你》比起《七月与安生》情节更曲折，故事更精彩戏剧冲突也更强！”
新京报影评：“烂书拍好片”，在比较正规的单线叙事的文本上，电影影像设计上注重人物情绪表达。在很多重要情节，选用了特写拍摄的方式，镜头直逼在演员脸上，以此虚化空间，注重于他们通过表演传递出的心理细节。
多位影评人对电影表示肯定：“是近期反映校园或者青春题材最好的一部电影”、“曾国祥导演对于中国年轻人有非常独到的关注和呈现”、“影片有社会热点、也有情感交流，有生活也有真心”。
作家易中天给本片打分92分，表示“使电影成为艺术的，是克制、分寸感和恰到好处”。
中央纪委国家监委网站发表评论文章《自我救赎 才能走向光明未来》：这部影片告诉我们的是，虽然纠正错误可能很痛苦，但掩盖错误更痛苦。与其惶惶不可终日，不如勇于面对现实，实现自我救赎。
文汇报评论：让更多的流量明星有演技，从而成为真正的优质偶像，成为中国电影产业链上带有正向价值的一环，这对中国电影产业的发展和中国电影市场的繁荣来说，都将是一件好事。
《人物》杂志评论：拍出了那种阴沟之中闪现出的爱的光芒，但对于那些恨意的来源却语焉不详。它无疑是当下一部勇敢的作品，直面这个社会的问题，但它也用这种问题的宏大来减低了它的杀伤力。它的深情与它的粗糙，它的华丽与它的浅白，它的直面与退却，都是有价值的，值得所有创作者思考。
中国电影观众满意度调查中，本片聚焦青春现实题材，以细腻的创作手法叙事，从学校、家庭和社会的角度关注青少年成长教育问题，获得观众好评，以86.2分居2019年调查第4位，位列历史调查276部影片的第10位。
周冬雨、易烊千玺获得2019年度电影频道M榜“最佳银幕搭档”：两个相互取暖的少年，用他们弱小却倔强的身体意志，让我们看到了青春片里不多见的凛冽。而他们共处的时刻，则是全片最温暖的部分。他们以各自不同的“静态”向我们展示出岁月里最值得珍惜的那一部分。
香港电影制片家协会在从2019年10月至2020年12月期间上映的所有香港电影中挑选后，确认本片代表中国香港角逐第93届奥斯卡最佳国际影片（原最佳外语片）奖项。
埃德加·赖特：“今年奥斯卡提名了很多优秀的作品。许多我喜欢的电影获得赞誉，在这其中，我真的很高兴看到非常棒的《少年的你》在国际电影单元中获得提名，因为我没有看到太多人谈论它，请看一下吧。”
小岛秀夫：看了《少年的你》！虽然我已经不是少年了，却仍然止不住颤抖。“我从来没有学过如何成为大人。”如果可能的话真想保护纯真的他们，不希望他们有“如果”的遗憾，这是成年人应该扮演的角色。这是我今年看过的最好的电影，难怪曾国祥会被选中拍摄《三体》的影视化作品。 

### 原著抄襲争议
电影的原著小說《少年的你，如此美麗》被质疑有抄襲东野圭吾《白夜行》、《忍冬》、《嫌疑人X的獻身》等作品的嫌疑，被批評為「抄襲的你」，原著作者玖月晞早在前年，已有網友在不同評論平台質疑玖月晞多本作品抄襲，因而被封為「融梗天后」，意即將各家橋段拆裝整合。同時衍生晋江文学城資本縱容下源源不斷地產出「抄襲大作」的問題爭論。导演曾国祥回应原著自己只看了一遍，至于《白夜行》自己没有看过。影片的評價亦被原著《少年的你，如此美丽》抄袭争议“拖后腿”。截至29日，《少年的你》的豆瓣评分已经从最初的8.8分，下滑至8.4分。11月4日，原作者玖月晞于微博发长文否认抄袭，并称“故事来自于我的经历，我的思考，我的观察，我的阅读，我的领悟。不认同网友所说的“融梗”指责。我的作品中或许有着共通的思考，但没有任何抄袭融梗。”

## 奬項及提名
| 年度   | 颁奖典礼                           | 奖项                                 | 姓名                                                   | 结果 |
| ------ | ---------------------------------- | ------------------------------------ | ------------------------------------------------------ | ---- |
| 2019年 | 第4屆澳門國際影展新華語映像單元    | 最佳女主角                           | 周冬雨                                                 | 獲獎 |
| 2020年 | 第26屆香港電影評論學會大獎         | 最佳電影                             | 《少年的你》                                           | 提名 |
| 2020年 | 第26屆香港電影評論學會大獎         | 推薦電影                             | 《少年的你》                                           | 獲獎 |
| 2020年 | 第26屆香港電影評論學會大獎         | 最佳編劇                             | 林詠琛、李媛、許伊萌                                   | 提名 |
| 2020年 | 第26屆香港電影評論學會大獎         | 最佳男演員                           | 易烊千璽                                               | 提名 |
| 2020年 | 第26屆香港電影評論學會大獎         | 最佳女演員                           | 周冬雨                                                 | 提名 |
| 2020年 | 第26屆香港電影評論學會大獎         | 最佳導演                             | 曾國祥                                                 | 獲獎 |
| 2020年 | 第14屆香港電影導演會年度大獎       | 最佳導演                             | 曾國祥                                                 | 獲獎 |
| 2020年 | 第14屆香港電影導演會年度大獎       | 最佳女主角                           | 周冬雨                                                 | 獲獎 |
| 2020年 | 第14屆香港電影導演會年度大獎       | 最佳電影                             | 《少年的你》                                           | 獲獎 |
| 2020年 | 第39屆香港電影金像獎               | 最佳電影                             | 《少年的你》                                           | 獲獎 |
| 2020年 | 第39屆香港電影金像獎               | 最佳導演                             | 曾國祥                                                 | 獲獎 |
| 2020年 | 第39屆香港電影金像獎               | 最佳男主角                           | 易烊千璽                                               | 提名 |
| 2020年 | 第39屆香港電影金像獎               | 最佳新演員                           | 易烊千璽                                               | 獲獎 |
| 2020年 | 第39屆香港電影金像獎               | 最佳女主角                           | 周冬雨                                                 | 獲獎 |
| 2020年 | 第39屆香港電影金像獎               | 最佳攝影                             | 余靜萍                                                 | 獲獎 |
| 2020年 | 第39屆香港電影金像獎               | 最佳剪接                             | 張一博                                                 | 提名 |
| 2020年 | 第39屆香港電影金像獎               | 最佳美術指導                         | 梁鴻鵠                                                 | 提名 |
| 2020年 | 第39屆香港電影金像獎               | 最佳服裝造型設計                     | 郑糸绚                                                 | 獲獎 |
| 2020年 | 第39屆香港電影金像獎               | 最佳原創電影音樂                     | 貝爾                                                   | 提名 |
| 2020年 | 第39屆香港電影金像獎               | 最佳原創電影歌曲                     | 《Fly》 作曲：盧凱彤 填詞：盧凱彤、吳青峰 主唱：岑寧兒 | 獲獎 |
| 2020年 | 第39屆香港電影金像獎               | 最佳編劇                             | 林詠琛、李媛、許伊萌                                   | 獲獎 |
| 2020年 | 香港電影編劇家協會大奬2020         | 年度推薦劇本獎                       | 林詠琛、李媛、許伊萌                                   | 獲獎 |
| 2020年 | 香港電影編劇家協會大奬2020         | 年度最佳電影角色獎                   | 周冬雨                                                 | 提名 |
| 2020年 | 2019新浪影视综盛典                 | 年度十大电影                         | 《少年的你》                                           | 獲獎 |
| 2020年 | 大V推荐度                          | 2019年度十佳电影                     | 《少年的你》                                           | 獲獎 |
| 2020年 | 2020微博之夜                       | 微博年度电影                         | 《少年的你》                                           | 獲獎 |
| 2020年 | 首届“光影中国”电影荣誉盛典         | 2019年度荣誉推介女演员               | 周冬雨                                                 | 獲獎 |
| 2020年 | 首届“光影中国”电影荣誉盛典         | 2019年度荣誉推介新人演员             | 易烊千玺                                               | 獲獎 |
| 2020年 | 首届“光影中国”电影荣誉盛典         | 2019年度传播十大电影榜单             | 《少年的你》                                           | 獲獎 |
| 2020年 | 香港電影我撐場民選大獎2020         | 最撐電影大獎                         | 《少年的你》                                           | 獲獎 |
| 2020年 | 香港電影我撐場民選大獎2020         | 最撐男主角                           | 易烊千璽                                               | 提名 |
| 2020年 | 香港電影我撐場民選大獎2020         | 最撐女主角                           | 周冬雨                                                 | 獲獎 |
| 2020年 | 香港電影我撐場民選大獎2020         | 最撐新演員                           | 易烊千璽                                               | 獲獎 |
| 2020年 | 金众电影青年                       | 最佳导演奖                           | 曾國祥                                                 | 獲獎 |
| 2020年 | 金众电影青年                       | 最佳男主演                           | 易烊千璽                                               | 獲獎 |
| 2020年 | 金众电影青年                       | 最佳女主演                           | 周冬雨                                                 | 獲獎 |
| 2020年 | 金众电影青年                       | 最受欢迎爱情电影                     | 《少年的你》                                           | 獲獎 |
| 2020年 | 金众电影青年                       | 最卖座爱情电影                       | 《少年的你》                                           | 獲獎 |
| 2020年 | 金众电影青年                       | 年度青少年选择奖                     | 《少年的你》                                           | 獲獎 |
| 2020年 | 金众电影青年                       | 最佳音效                             | 黄铮                                                   | 獲獎 |
| 2020年 | 第27届华鼎奖                       | 最佳影片                             | 《少年的你》                                           | 提名 |
| 2020年 | 第27届华鼎奖                       | 最佳新锐演员                         | 易烊千璽                                               | 獲獎 |
| 2020年 | 第27届华鼎奖                       | 最佳男主角                           | 易烊千璽                                               | 提名 |
| 2020年 | 第27届华鼎奖                       | 最佳女主角                           | 周冬雨                                                 | 獲獎 |
| 2020年 | 第27届华鼎奖                       | 最佳導演                             | 曾國祥                                                 | 提名 |
| 2020年 | 第27届华鼎奖                       | 最佳女配角                           | 周也                                                   | 提名 |
| 2020年 | 第27届华鼎奖                       | 最佳编剧                             | 林詠琛、李媛、許伊萌                                   | 提名 |
| 2020年 | 第28届上海影评人                   | 年度华语十佳影片                     | 《少年的你》                                           | 獲獎 |
| 2020年 | 第28届上海影评人                   | 年度新人男演员奖                     | 易烊千璽                                               | 獲獎 |
| 2020年 | 第十一届中国电影导演协会2019年表彰 | 年度影片                             | 《少年的你》                                           | 提名 |
| 2020年 | 第十一届中国电影导演协会2019年表彰 | 年度港台导演                         | 曾国祥                                                 | 獲獎 |
| 2020年 | 第十一届中国电影导演协会2019年表彰 | 年度编剧                             | 李媛、许伊萌                                           | 提名 |
| 2020年 | 第十一届中国电影导演协会2019年表彰 | 年度男演员                           | 易烊千璽                                               | 提名 |
| 2020年 | 第十一届中国电影导演协会2019年表彰 | 年度女演员                           | 周冬雨                                                 | 獲獎 |
| 2020年 | 第20届远东电影节                   | 观众票选金桑树奖                     | 《少年的你》                                           | 獲獎 |
| 2020年 | 第20届远东电影节                   | 白金幕府将军证持有者选择奖(黑桑树奖) | 《少年的你》                                           | 獲獎 |
| 2020年 | 第35届大众电影百花奖               | 最佳影片                             | 《少年的你》                                           | 提名 |
| 2020年 | 第35届大众电影百花奖               | 最佳导演                             | 曾国祥                                                 | 提名 |
| 2020年 | 第35届大众电影百花奖               | 最佳编剧                             | 林咏琛、李媛、许伊萌                                   | 提名 |
| 2020年 | 第35届大众电影百花奖               | 最佳女主角                           | 周冬雨                                                 | 獲獎 |
| 2020年 | 第35届大众电影百花奖               | 最佳女配角                           | 吴越                                                   | 提名 |
| 2020年 | 第35届大众电影百花奖               | 最佳新人                             | 易烊千璽                                               | 獲獎 |
| 2020年 | 第14屆亞洲電影大獎                 | 最佳女主角                           | 周冬雨                                                 | 獲獎 |
| 2020年 | 第14屆亞洲電影大獎                 | 最佳新演员                           | 易烊千璽                                               | 獲獎 |
| 2020年 | 第14屆亞洲電影大獎                 | 最佳女配角                           | 周也                                                   | 提名 |
| 2020年 | 第14屆亞洲電影大獎                 | 最佳剪接                             | 張一博                                                 | 提名 |
| 2020年 | 第14屆亞洲電影大獎                 | 最佳造型設計                         | 吳里璐                                                 | 提名 |
| 2020年 | 第2届北京电影学院学院奖            | 最佳电影表演                         | 周冬雨                                                 | 獲獎 |
| 2020年 | 第17届广州大学生电影节             | 最受大学生欢迎女演员                 | 周冬雨                                                 | 提名 |
| 2020年 | 第17届广州大学生电影节             | 最受大学生欢迎男演员                 | 易烊千玺                                               | 獲獎 |
| 2020年 | 第17届广州大学生电影节             | 最受大学生欢迎女配角                 | 周也                                                   | 提名 |
| 2020年 | 第17届广州大学生电影节             | 最受大学生欢迎导演                   | 曾国祥                                                 | 提名 |
| 2020年 | 第17届广州大学生电影节             | 最受大学生欢迎爱情影片               | 《少年的你》                                           | 獲獎 |
| 2020年 | 第17届广州大学生电影节             | 最受大学生欢迎编剧                   | 林咏琛、李媛、许伊萌                                   | 提名 |
| 2020年 | 第17届广州大学生电影节             | 最受大学生欢迎电影歌曲               | 林俊杰《我们很好》                                     | 提名 |
| 2020年 | 第33屆中国电影金鸡奖               | 最佳女主角                           | 周冬雨                                                 | 獲獎 |
| 2020年 | 第33屆中国电影金鸡奖               | 最佳女配角                           | 周也                                                   | 提名 |
| 2020年 | 第33屆中国电影金鸡奖               | 最佳剪接                             | 張一博                                                 | 獲獎 |
| 2020年 | 第33屆中国电影金鸡奖               | 最佳导演                             | 曾国祥                                                 | 提名 |
| 2020年 | 第33屆中国电影金鸡奖               | 最佳编剧                             | 林咏琛、李媛、许伊萌                                   | 提名 |
| 2020年 | 第33屆中国电影金鸡奖               | 最佳男主角                           | 易烊千璽                                               | 提名 |
| 2020年 | 第33屆中国电影金鸡奖               | 最佳故事片                           | 《少年的你》                                           | 提名 |
| 2020年 | 第33屆中国电影金鸡奖               | 最佳男配角                           | 黄觉                                                   | 提名 |
| 2020年 | 第33屆中国电影金鸡奖               | 最佳攝影                             | 余靜萍                                                 | 提名 |
| 2020年 | 第33屆中国电影金鸡奖               | 最佳录音                             | 黄铮                                                   | 提名 |
| 2020年 | 第33屆中国电影金鸡奖               | 最佳音乐                             | 贝尔                                                   | 提名 |
| 2020年 | 第七届横店影视文荣奖               | 最佳电影导演                         | 曾国祥                                                 | 獲獎 |
| 2020年 | 第七届横店影视文荣奖               | 最佳电影                             | 《少年的你》                                           | 獲獎 |
| 2020年 | 第10届澳洲电影与电视学院奖         | 最佳亚洲电影                         | 《少年的你》                                           | 獲獎 |
| 2021年 | 第六届亚洲国际电影节               | 雪豹最佳女演员奖                     | 周冬雨                                                 | 獲獎 |
| 2021年 | 第93屆奧斯卡金像獎                 | 最佳國際影片                         | 《少年的你》                                           | 提名 |
| 2023年 | 第18屆中國電影華表獎               | 优秀故事片                           | 《少年的你》                                           | 提名 |

## 影响
人民日报微博评论：《少年的你》把校园霸凌话题带入公众视野。相比剧情，现实更残酷。
陈念家取景地，位于重庆南岸区海棠溪的一栋90年代末的居民楼成网红景点。